# Rhingia cincta
Rhingia cincta är en tvåvingeart som beskrevs av Meijere 1904. Rhingia cincta ingår i släktet näbblomflugor, och familjen blomflugor. Inga underarter finns listade i Catalogue of Life.